# Maria de Lourdes Pintasilgo
Maria de Lourdes Pintasilgo, född 18 januari 1930 i Abrantes, död 10 juli 2004 i Lissabon, var Portugals premiärminister 1979–1980. Hon var den första, och hittills enda kvinnan på denna post i Portugal och den andra i Europa.

## Biografi
Pintasilgo, som var dotter till en ullhandlare, började tidigt kämpa för kvinnors rättigheter. Hon studerade kemi och naturvetenskap på universitetet och arbetade som ingenjör vid Portugals kärnkraftsmyndighet. Hon var motståndare till fascismen, men också djupt religiös och valdes till ordförande för den katolska kvinnoföreningen Graal år 1952.
År 1965 utsågs hon till representant för Vatikanen och kontaktperson i frågor om kvinnors rättigheter och social utveckling och samarbetade bland annat med Spaniens regering. Hon blev socialminister år 1975 och fortsatte att arbeta för jämlikhet under sin tid som premiärminister med fokus på utbildning och hälso- och sjukvård. Hon blev premiärminister 1979.
Hon valdes in i Europaparlamentet för Socialistpartiet år 1987.